# District Valmiera
Het district Valmiera (Valmieras rajons) is een voormalig district in het noorden van Letland, in de historische regio Lijfland.
Het district werd opgeheven bij de administratief-territoriale herziening in 2009. Bij opheffing telde het district 60.000 inwoners; het had een grootte van 2373 km².
Bij de opheffing zijn op het gebied van het district de volgende gemeenten gevormd:
- Beverīnas novads
- Burtnieku novads
- Mazsalacas novads
- Naukšēnu novads
- Rūjienas novads
- Valmieras novads